# Neolimnia ura
Neolimnia ura är en tvåvingeart som beskrevs av Barnes 1979. Neolimnia ura ingår i släktet Neolimnia och familjen kärrflugor. Inga underarter finns listade i Catalogue of Life.